# State of Origin 1987
Die State of Origin Series 1987 waren die achte Ausgabe des Rugby-League-Turniers State of Origin. Es bestand aus drei Spielen, die zwischen dem 2. Juni und dem 15. Juli stattfanden. Queensland gewann die Series 2-1.

## Spiel 1
| 2. Juni | Queensland Maroons                                                                      | 16 : 20        | New South Wales Blues                                              | Lang Park, Brisbane Zuschauer: 33.411 Schiedsrichter: Mick Stone |
| 2. Juni | Versuche: Currie, Dowling, Shearer Erhöhungen: Jackson (1/3) Straftritte: Belcher (1/2) | (6:10) Bericht | Versuche: O’Connor (2), Davidson, McGaw Erhöhungen: O’Connor (2/4) | Lang Park, Brisbane Zuschauer: 33.411 Schiedsrichter: Mick Stone |

| 1                  | Gary Belcher       |
| 2                  | Dale Shearer       |
| 3                  | Gene Miles         |
| 4                  | Peter Jackson      |
| 5                  | Tony Currie        |
| 6                  | Wally Lewis        |
| 7                  | Allan Langer       |
| 8                  | Ian French         |
| 9                  | Paul Vautin        |
| 10                 | Trevor Gillmeister |
| 11                 | Martin Bella       |
| 12                 | Greg Conescu       |
| 13                 | Greg Dowling       |
| Auswechselspieler: |                    |
| 15                 | Gary Smith         |

| 1                  | Garry Jack           |
| 2                  | Andrew Ettingshausen |
| 3                  | Mark McGaw           |
| 4                  | Brian Johnston       |
| 5                  | Michael O’Connor     |
| 6                  | Brett Kenny          |
| 7                  | Peter Sterling       |
| 8                  | Wayne Pearce         |
| 9                  | Noel Cleal           |
| 10                 | Steve Folkes         |
| 11                 | Les Davidson         |
| 12                 | Royce Simmons        |
| 13                 | Pat Jarvis           |
| Auswechselspieler: |                      |
| 15                 | David Boyle          |

## Spiel 2
| 16. Juni | New South Wales Blues                       | 6 : 12        | Queensland Maroons                | Sydney Cricket Ground, Sydney Zuschauer: 42.048 Schiedsrichter: Barry Gomersall |
| 16. Juni | Versuche: Farrar Erhöhungen: O’Connor (1/1) | (6:4) Bericht | Versuche: Dowling, Scott, Shearer | Sydney Cricket Ground, Sydney Zuschauer: 42.048 Schiedsrichter: Barry Gomersall |

| 1                  | Garry Jack       |
| 2                  | Mark McGaw       |
| 3                  | Michael O’Connor |
| 4                  | Brian Johnston   |
| 5                  | Andrew Farrar    |
| 6                  | Brett Kenny      |
| 7                  | Peter Sterling   |
| 8                  | Wayne Pearce     |
| 9                  | Les Davidson     |
| 10                 | Steve Folkes     |
| 11                 | Pat Jarvis       |
| 12                 | Royce Simmons    |
| 13                 | David Boyle      |
| Auswechselspieler: |                  |
| 14                 | Des Hasler       |
| 15                 | Paul Langmack    |

| 1                  | Gary Belcher       |
| 2                  | Colin Scott        |
| 3                  | Peter Jackson      |
| 4                  | Gene Miles         |
| 5                  | Dale Shearer       |
| 6                  | Wally Lewis        |
| 7                  | Allan Langer       |
| 8                  | Bob Lindner        |
| 9                  | Paul Vautin        |
| 10                 | Trevor Gillmeister |
| 11                 | Martin Bella       |
| 12                 | Greg Conescu       |
| 13                 | Greg Dowling       |
| Auswechselspieler: |                    |
| 15                 | Ian French         |

## Spiel 3
| 15. Juli | Queensland Maroons                                    | 10 : 8         | New South Wales Blues                                                  | Lang Park, Brisbane Zuschauer: 32.602 Schiedsrichter: Barry Gomersall |
| 15. Juli | Versuche: Lindner, Shearer Straftritte: Shearer (1/1) | (10:8) Bericht | Versuche: Boyle Erhöhungen: O’Connor (1/1) Straftritte: O’Connor (1/1) | Lang Park, Brisbane Zuschauer: 32.602 Schiedsrichter: Barry Gomersall |

| 1                  | Gary Belcher       |
| 2                  | Colin Scott        |
| 3                  | Peter Jackson      |
| 4                  | Gene Miles         |
| 5                  | Dale Shearer       |
| 6                  | Wally Lewis        |
| 7                  | Allan Langer       |
| 8                  | Bob Lindner        |
| 9                  | Paul Vautin        |
| 10                 | Trevor Gillmeister |
| 11                 | Bryan Niebling     |
| 12                 | Greg Conescu       |
| 13                 | Greg Dowling       |
| Auswechselspieler: |                    |
| 14                 | Tony Currie        |
| 15                 | Ian French         |

| 1                  | Garry Jack           |
| 2                  | Brian Johnston       |
| 3                  | Andrew Ettingshausen |
| 4                  | Brett Kenny          |
| 5                  | Michael O’Connor     |
| 6                  | Cliff Lyons          |
| 7                  | Peter Sterling       |
| 8                  | Wayne Pearce         |
| 9                  | Les Davidson         |
| 10                 | David Boyle          |
| 11                 | Phil Daley           |
| 12                 | Royce Simmons        |
| 13                 | Peter Tunks          |
| Auswechselspieler: |                      |
| 14                 | Mark McGaw           |
| 15                 | Steve Folkes         |

## Man of the Match
| Spiel | Man of the Match |
| ----- | ---------------- |
| 1     | Les Davidson     |
| 2     | Peter Sterling   |
| 3     | Allan Langer     |